# Hryhorij Kochan
Hryhorij Romanowycz Kochan, ukr. Григорій Романович Кохан (ur. 23 czerwca 1931, zm. 3 stycznia 2014) – radziecki i ukraiński reżyser filmowy. Zadebiutował filmem Chleb i sól w 1970 roku. Pochowany na Cmentarzu Bajkowa w Kijowie.

## Wybrana filmografia
- 1970: Chleb i sól
- 1971: Woda życia

## Nagrody i odznaczenia
- Ludowy Artysta Ukrainy (1998)
- Zasłużony Działacz Sztuk USRR (1981)
- Nagroda Państwowa ZSRR (1978)